# Thierry Mariani
Pour les articles homonymes, voir Mariani.
Thierry Mariani, né le 8 août 1958 à Orange (Vaucluse), est un homme politique français.
Membre à partir de 1976 des principaux partis politiques de droite (RPR, UMP, LR) puis d'extrême-droite (RN), il exerce plusieurs mandats en Provence-Alpes-Côte d'Azur : conseiller général de Vaucluse de 1988 à 2001, maire de Valréas de 1989 à 2005, conseiller régional entre 1992 et 2015 (tête de liste UMP en 2010).
Au niveau national, il est député de Vaucluse puis des Français de l’étranger entre 1993 et 2017, ainsi que secrétaire d'État puis ministre des Transports de 2010 à 2012, dans le troisième gouvernement conduit par François Fillon.
Figure du mouvement La Droite populaire au sein de l’UMP, il est élu député européen sur la liste du Rassemblement national (RN) aux élections de 2019, puis est tête de liste de ce parti aux élections régionales de 2021 en Provence-Alpes-Côte d'Azur auquel il adhère en 2022. Son mandat d'eurodéputé est reconduit en 2024.
Effectuant des voyages médiatisés en Crimée occupée par la Russie ou en Syrie, lors desquels il affiche sa proximité avec Vladimir Poutine et Bachar el-Assad, il agit comme agent d'influence pour le compte de ces pays. Il relaie la propagande de la Russie et la Syrie, mais également d'autres régimes autoritaires ou ultra-nationalistes dont l'Azerbaïdjan et l'Inde. Ses positions sur la politique de ces différents pays provoquent des controverses.

## Situation personnelle

### Origines
Thierry Mariani naît le 8 août 1958 à Orange (Vaucluse). Il est le fils unique d’un maçon et d'une ouvrière de cartonnage ; sa famille, originaire des Abruzzes, s'est installée en France pour fuir l’Italie de Mussolini,. Il grandit à Valréas, dans le Vaucluse.

### Études et sport
En 1969[réf. souhaitée], Thierry Mariani entre au petit séminaire d'Avignon. En 1973, il rejoint le lycée militaire d'Aix-en-Provence, où il apprend le russe dans un contexte de guerre froide,. Il achève son parcours universitaire à l'Institut libre d'étude des relations internationales (ILERI) de Paris, d'où il sort diplômé de droit international.
À 19 ans, il est vice-champion de France de lutte gréco-romaine.

### Vie privée
Thierry Mariani est marié depuis 2005 avec Irina Chaikhoullina, de nationalité russe et naturalisée française en 2011,,. Celle-ci est présentatrice de la chaîne Internet Nicolas Sarkozy TV en 2007. Le couple a un fils, né en 2009. Thierry Mariani est également le père d’une fille, née d'une précédente union, en 1995.

## Parcours politique

### Au sein de la droite traditionnelle

#### Débuts au RPR
Thierry Mariani s'engage en politique au sein du Rassemblement pour la République (RPR) dès sa fondation par Jacques Chirac, en 1976, à l’âge de 18 ans.
Il exerce ensuite plusieurs mandats électifs locaux à Valréas. Maire de la commune de 1989 à 2005, il aide à la construction d'une mosquée de style provençal, ne possédant pas de minaret et dont le nom vient d'une sourate consacrée à la Vierge Marie dans le Coran,. Il démissionne en 2005 en laissant un bilan jugé plutôt négatif en raison de la fermeture de toutes les entreprises de cartonnage (principale industrie locale) durant ses trois mandats, d’un taux de chômage élevé (20 % des actifs) et d'une lourde dette municipale.
Il préside pendant vingt ans les Chorégies d'Orange et fonde l’un des premiers festivals de rue à Valréas.
De 1992 à 2015, il est conseiller régional de Provence-Alpes-Côte d'Azur. Entre 2004 et 2015, il est présent à sept séances plénières sur trente-deux, une commission permanente sur quarante et trois commissions thématiques sur quatre-vingt-trois.
Au premier tour de l’élection présidentielle de 1995, il préfère soutenir la candidature d’Édouard Balladur plutôt que celle de Jacques Chirac.

#### Député de Vaucluse
Thierry Mariani est pour la première fois élu député lors des élections législatives de 1993 dans la 4e circonscription de Vaucluse, qui englobe notamment la commune d'Orange et où le Front national est bien implanté. Il est réélu en 1997 dans le cadre d'une triangulaire l’opposant à l’ancien député socialiste Jean-Pierre Lambertin et au maire FN d’Orange, Jacques Bompard. Lors des élections de 2002, un « front républicain » (retrait du candidat socialiste en sa faveur) lui permet de l’emporter sur Jacques Bompard,. Il est également réélu en 2007, face au candidat du Parti socialiste.
À l’Assemblée nationale, il fait partie du groupe RPR puis du groupe UMP.
En mai 2001, il fait adopter un amendement dans le projet de loi sur la sécurité quotidienne (LSQ), autorisant la police à saisir le matériel dans les free parties. En janvier 2002, il propose aux côtés de Michel Voisin, Lionnel Luca, Claude Goasguen et Élie Aboud, le vote d'une loi visant à établir la reconnaissance par la France des souffrances subies par les citoyens français d’Algérie, victimes de crimes contre l’humanité du fait de leur appartenance ethnique, religieuse ou politique. Comme la majorité des élus de droite, il milite contre le Pacs.
Plusieurs de ses voyages embarrassent les gouvernements de droite. En septembre 2002, par l’intermédiaire d'un ancien collaborateur de Charles Pasqua aux activités troubles, il se rend ainsi à Bagdad, avec les députés UMP Éric Diard et Didier Julia, ce qui irrite notamment le secrétaire d’État aux Affaires étrangères, Renaud Muselier, avec qui il est alors encore ami. En juillet 2005, il se rend en Russie, à Iekaterinbourg, pour inaugurer un projet de complexe de luxe de la chaîne Hyatt assorti d'un projet de quartier d’affaires, dont la construction est confiée par les oligarques locaux à des prestataires français, notamment Bouygues, et avec le concours de l'homme d'affaires sulfureux Jean-Louis Haguenauer (qui sera son témoin de mariage, avec la femme d'affaires Pascale Jeannin Perez).
En 2006, Thierry Mariani défend devant l'Assemblée nationale le projet d'un nouveau consulat français à Iekaterinbourg, sans succès. La même année, il prend part au « groupe d’amitié parlementaire France-Kazakhstan », et se rapproche de son dirigeant autoritaire, Noursoultan Nazarbaïev, ce qui lui aurait permis par la suite d'être un intermédiaire sur les marchés spatiaux et militaires conclus en 2009 par EADS. Il aide aussi le constructeur français Poma à vendre des télécabines en Géorgie, puis est envoyé comme représentant spécial de Nicolas Sarkozy au Pakistan et en Afghanistan, et devient un membre assidu des délégations françaises se rendant en Russie.
En septembre 2007, il présente aussi plusieurs amendements au projet de loi sur l'immigration, qui connaissent des fortunes diverses :
- autorisation de recours aux tests ADN lors de la délivrance des visas de plus de trois mois au titre du regroupement familial[b], en cas de doute sérieux sur l'authenticité de l'acte d'état civil (amendement supprimé en commission au Sénat) ;
- autorisation de statistiques raciales et ethniques (rejeté car jugé inconstitutionnel) ;
- division par deux du délai de recours pour les demandes d'asile (amendement no 69, article 9, du 17 septembre 2007) ; amendement adopté ;
- interdiction d'hébergement d'urgence aux « personnes en situation irrégulière » (amendement no 209, article 18, du 17 septembre 2007 ; amendement adopté dans un premier temps par l'Assemblée nationale, puis supprimé par le Sénat).

En 2008, il vote en faveur de la ratification du traité de Lisbonne : dix ans plus tard, il indiquera l'avoir « fait sans enthousiasme, [car] ça faisait partie de l'engagement présidentiel ».
Lors des élections régionales de 2010 en Provence-Alpes-Côte d'Azur, Thierry Mariani est tête de liste de la majorité présidentielle. Au second tour, sa liste récolte 33 % des voix, contre 44 % à la liste socialiste du président sortant, Michel Vauzelle, et 23 % à la liste du Front national conduite par Jean-Marie Le Pen.
À partir de juillet 2010, il mène le collectif parlementaire de La Droite populaire, qui réunit alors une quarantaine de députés UMP et qui prône une plus grande fermeté sur les questions de sécurité et d'immigration. Le mois suivant, en tant que rapporteur du projet de loi sur l'immigration, il défend des amendements visant à déchoir de la nationalité française les auteurs de certains crimes ; il précise que cette mesure permettrait de revenir à une disposition qui existait jusqu'en 1998, et qui prévoyait la déchéance de la nationalité française pour les auteurs de crimes, Français depuis moins de dix ans, et dont la condamnation est égale ou supérieure à cinq ans de prison ferme.

#### Ministre des Transports

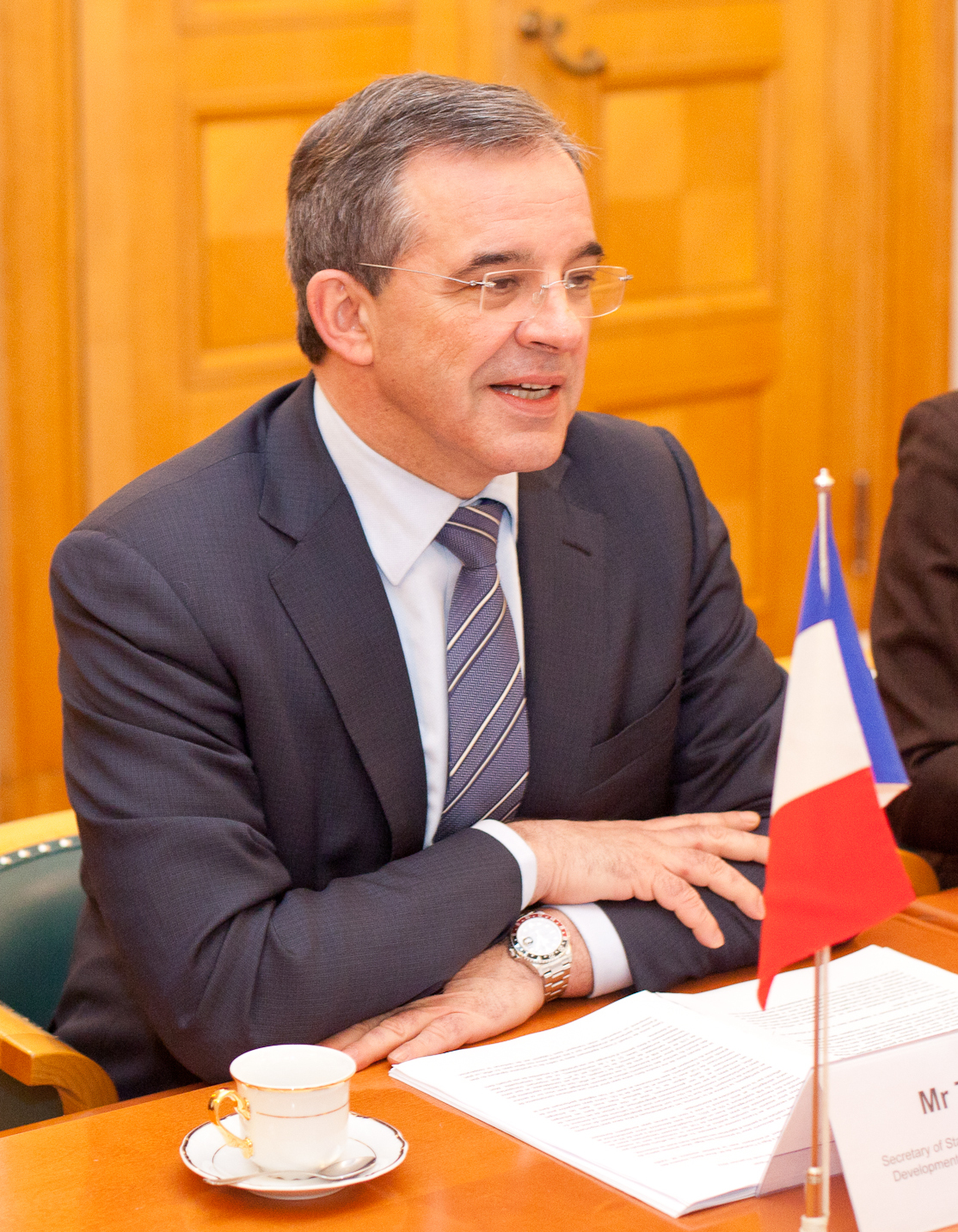
Thierry Mariani en 2012.

Le 14 novembre 2010, dans le gouvernement Fillon III, Thierry Mariani est nommé secrétaire d'État chargé des Transports auprès de la ministre de l'Écologie, du Développement durable, des Transports et du Logement. Il devient ministre, avec les mêmes attributions, lors du remaniement du 29 juin 2011.

#### Retour à l’Assemblée nationale
Secrétaire national chargé des Français de l'étranger à partir de 2000 au RPR puis à l'UMP, Thierry Mariani se présente aux élections législatives de 2012 dans la onzième circonscription des Français établis hors de France, qui regroupe quarante-neuf pays de la zone Asie, Russie et Océanie. Certains de ses adversaires dans la campagne pour cette élection lui reprochent d’avoir exploité des déplacements faits dans le cadre de sa fonction de ministre à des fins électorales. Le 17 juin 2012, au second tour de scrutin, il est élu avec 52,2 % des suffrages exprimés face au socialiste Marc Villard.
Il est l'un des députés UMP à s'abstenir sur le Pacte budgétaire européen en octobre 2012, la plupart des membres de son parti ayant voté pour.
Au congrès de l'UMP de 2012, il défend la motion La Droite populaire, qui arrive cinquième du vote des adhérents avec 10,9 % des suffrages exprimés, ce qui lui permet d’être considérée comme un mouvement représentatif du parti. En février 2013, dans le cadre de la direction « partagée » entre Jean-François Copé et François Fillon, Thierry Mariani devient vice-président de l'UMP avec plusieurs autres personnalités.
En décembre 2014, Nicolas Sarkozy, élu président de l'UMP, le nomme secrétaire national du parti chargé des Français de l'étranger. Alors que Sarkozy lui proposait de le reconduire à ce même poste (en tant que délégué national) au sein des Républicains (ex-UMP), en 2015, il décline l’offre.
Thierry Mariani soutient François Fillon pour la primaire française de la droite et du centre de 2016.

#### Au sein de LR après la députation
En juin 2017, Thierry Mariani est battu au second tour par la candidate de La République en marche, Anne Genetet dans la 11e circonscription des Français établis hors de France (Europe de l'Est, Russie, Asie et Océanie). Il tient l’affaire Fillon pour responsable de ce résultat.
Avant son élection à la présidence des Républicains, Laurent Wauquiez lui propose un poste de délégué aux affaires internationales, qui ne lui est finalement pas attribué.
Il est membre du comité d'éthique de la chaîne russe RT France de son lancement en 2017 à fin 2018, quittant ce poste lorsqu'il décide de renouer avec la politique, pour pouvoir passer davantage à l'antenne.

### En lien avec le Rassemblement national

#### Ralliement au RN en 2019
À plusieurs reprises, Mariani appelle à engager des discussions avec le Front national en vue d'une entente de la droite. Déjà en 2002, Marine Le Pen l'invite à rejoindre son parti. En 2015, il déclare à ce sujet : « Ça fait trente ans que je m'entends dire que je me rapproche du FN. C'est ridicule, je ne suis absolument pas en accord avec ce parti qui se veut à droite sur les sujets régaliens mais a des positions de gauche archaïques sur le social ». En juin 2017, Le Lab indique qu'il envisage publiquement ce rapprochement « en période de crise pour son camp ».

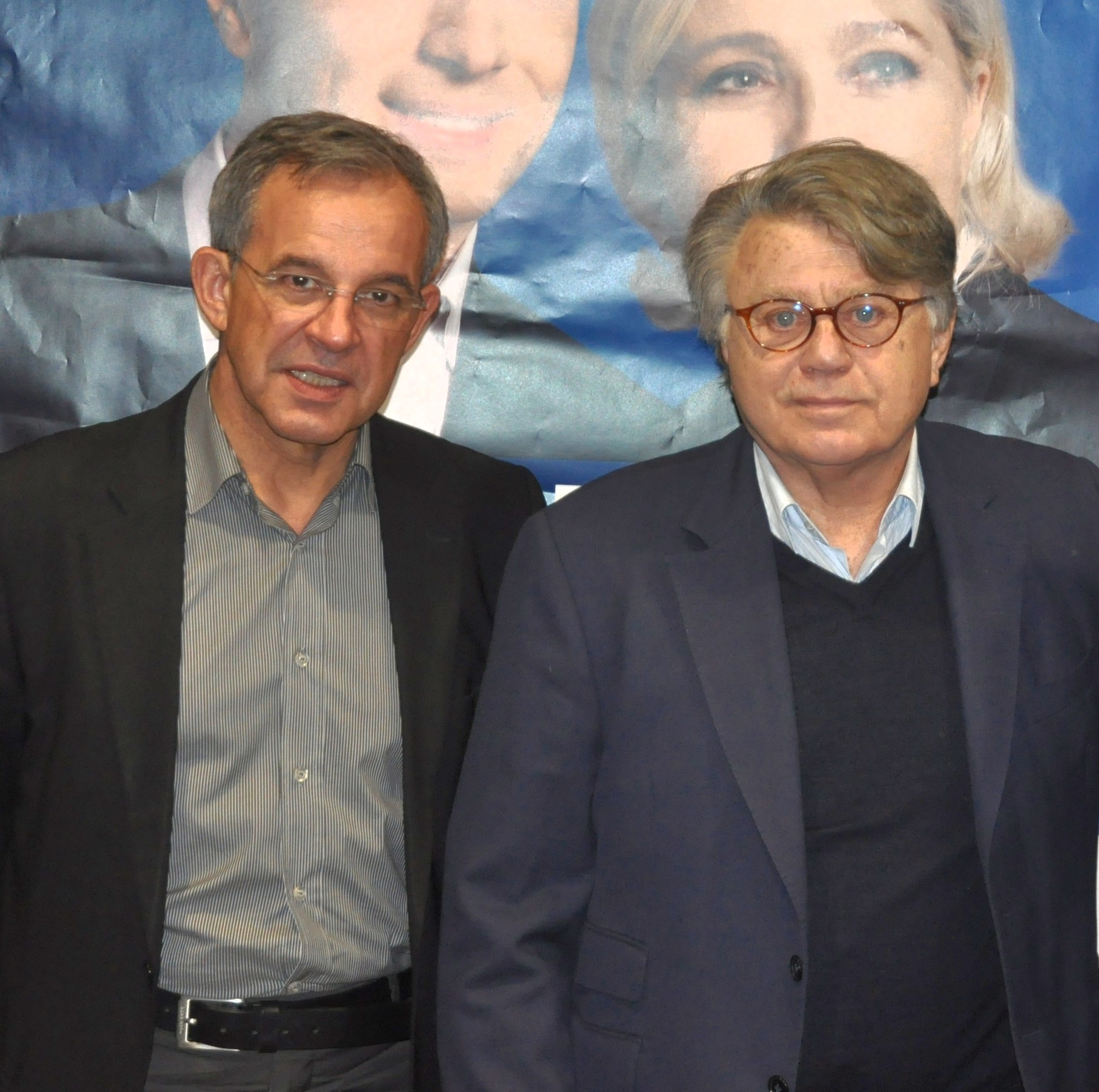
Thierry Mariani avec Gilbert Collard lors de la campagne du RN pour les élections européennes de 2019.

Allant à l'encontre de la position officielle de Laurent Wauquiez, il plaide en mars 2018 pour discuter d'accords avec le FN, estimant que le parti frontiste a changé, que LR s'est coupé des centristes et qu'il faut trouver de nouveaux alliés. Il déclare par ailleurs : « Quand Jean-Marie Le Pen dirigeait le FN, j’étais plutôt d’accord sur les questions économiques, mais pas sur le reste. Avec Marine Le Pen, c’est un peu le contraire ». Il affirme également : « Le programme du FN est quasiment celui du RPR en 1992. Je ne vois pas en quoi il est fasciste ou raciste ».
Thierry Mariani exprime par ailleurs son soutien à d'autres mouvements ou figures de l'extrême droite. Il a été proche de Pierre-Marie Guastavino, l'un des dirigeants du Club de l'horloge. À l'occasion du suicide en 2013 de Dominique Venner, figure de l'extrême droite, il salue « des convictions et une vraie conception de la France ». En octobre 2018, il signe une pétition en soutien à des militants de Génération identitaire poursuivis en justice, appelant à l'abandon des charges à leur encontre,.

#### Député au Parlement européen
Marine Le Pen et Nicolas Dupont-Aignan lui proposent de rejoindre les listes de leurs partis respectifs pour les élections européennes de 2019,. L'annonce de son départ des Républicains pour rejoindre aux européennes la liste du Rassemblement national (RN), nouvelle dénomination du FN, a lieu début janvier 2019 : il figure en troisième position sur la liste. Il déclare alors n'avoir pas adhéré au RN.
En juin 2021, le Parlement européen place six députés européens français, dont Thierry Mariani, sur une « liste noire » leur interdisant d’effectuer des missions d’observation d'élections à l'étranger pour le Parlement européen. L’assemblée reproche à cinq élus RN d'avoir bénéficié de voyages luxueux les ayant conduit à produire des rapports positifs sur la tenue d’élections en Crimée et au Kazakhstan, qualifiés de faux voyages d'observation. Thierry Mariani dénonce une « sanction politique ». Son interdiction est valable durant la durée de son mandat, jusqu'à la fin 2024,,,.
En mai 2024, la liste du Rassemblement national pour les élections européennes est officiellement déposée ; selon des informations obtenues quelques jours plus tôt, Thierry Mariani y figure en neuvième position. Malgré son recul de six places par rapport à 2019, il est assuré d'être réélu. La liste finale confirme cette information, et il est effectivement réélu. Membre de la commission des affaires étrangères du Parlement européen (AFET) lors de la précédente législature, Thierry Mariani en est écarté par Jordan Bardella en raison de sa position sur la guerre en Ukraine.

#### Élections régionales de 2021 en PACA
Tête de liste RN aux élections régionales de 2021 en Provence-Alpes-Côte d'Azur, Thierry Mariani est donné par les sondages au coude-à-coude avec le président sortant du conseil régional, Renaud Muselier (LR). Durant la campagne, Thierry Mariani indique qu’en cas de victoire il ne sera pas ministre dans l’hypothèse où Marine Le Pen serait élue présidente de la République et qu'il resterait à la tête de la région durant tout le mandat. Début juin, Le Canard enchaîné, suivi de ses adversaires LR l’accusent de ne pas être domicilié à Avignon comme il le prétend et d’utiliser une fausse adresse pour avoir droit de se présenter,,.
Le 20 juin 2021, les listes conduites par Thierry Mariani arrivent en tête du premier tour avec 36,4 % des suffrages, devant celles de Renaud Muselier (31,9 %) et celles de gauche menées par l’écologiste Jean-Laurent Félizia (16,9 %), dans un contexte d’abstention record (66,3 %). Après avoir dans un premier temps annoncé son maintien, ce dernier se désiste afin de faire barrage au RN. Thierry Mariani conspue sur Twitter ce « réflexe républicain » qui selon lui a pour but d'« empêcher la volonté populaire de s'exprimer » ; toutefois, il avait lui-même bénéficié d'un tel front républicain en 2002 et tenté d'en mettre un autre en place en 1997, qualifiant le Front national d’alors de « danger ».
Avant le second tour, après avoir été qualifié d’« ami de droite » ayant des « convictions pour la France » par le sénateur LR Henri Leroy, il reçoit l’appui public de Marion Maréchal, qui conduisait la liste Front national dans la région en 2015,. Nicolas Sarkozy apporte en revanche son soutien à son adversaire.
Le 27 juin, les listes de Thierry Mariani obtiennent 42,7 % des voix, étant défaites par celles de Renaud Muselier, toujours avec une abstention massive (63,2 %).

#### Relations avec le RN
En vue des élections municipales de 2020, il travaille à la mise en place d'alliances entre le RN et des élus locaux de droite, notamment en relançant le mouvement La Droite populaire. En vue de l'élection présidentielle de 2022, il travaille sur le volet international du programme de Marine Le Pen.
À l’issue du XVIIe congrès du RN, qui se tient en juillet 2021, il obtient, comme Hervé Juvin (président du Parti localiste), d’être « invité permanent » au bureau national, la plus haute instance du parti.
En 2022, à l'occasion du XVIIIe congrès du RN, il décide d'adhérer au Rassemblement national et apporte son soutien à Jordan Bardella pour la présidence du parti.

#### Élections municipales de 2026
Thierry Mariani annonce en mai 2023 sa candidature aux élections municipales de 2026 à Paris et affirme qu'il demandera l'investiture RN pour cela.

## Soutien à des régimes autoritaires ou nationalistes

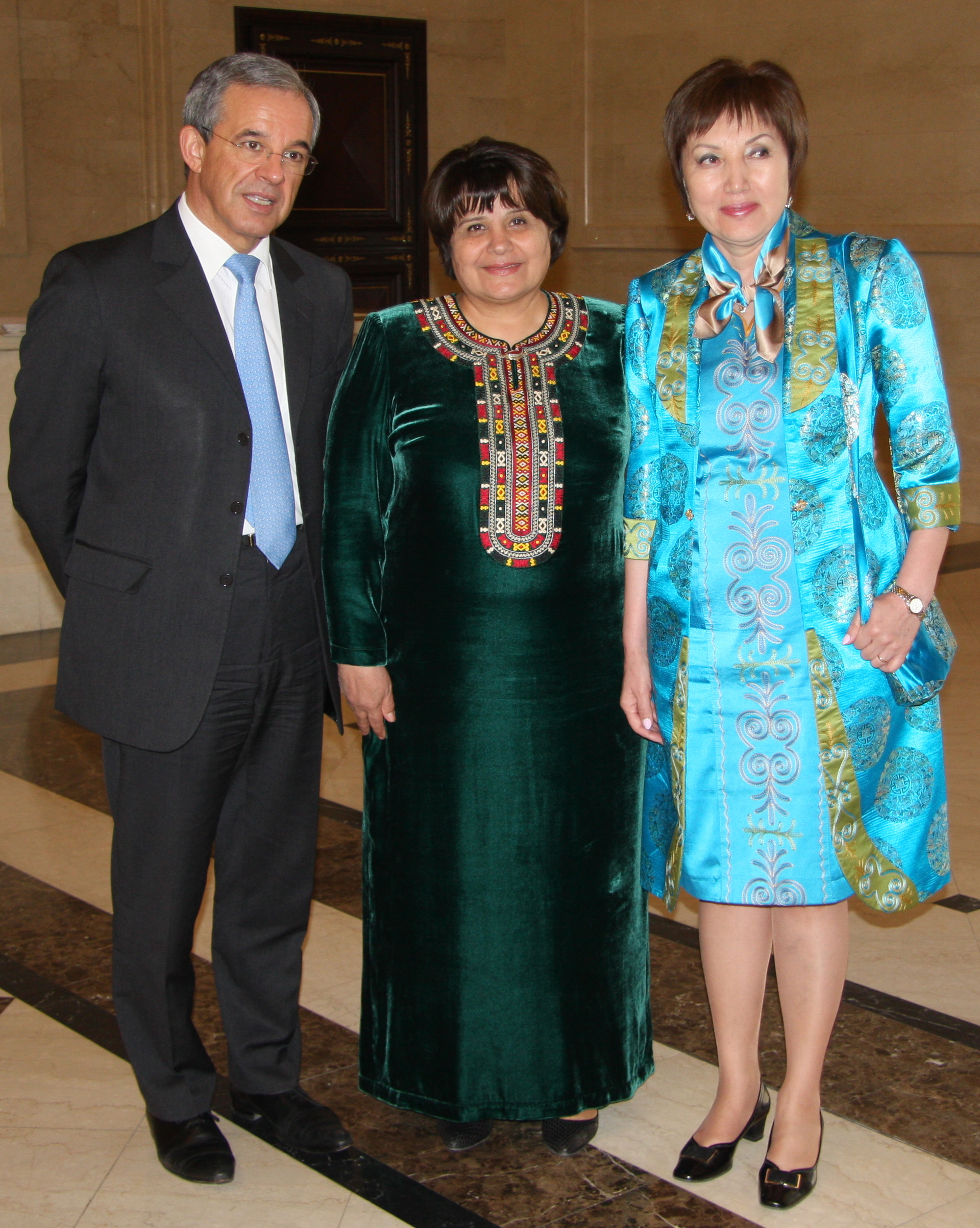
Thierry Mariani avec les Turkmènes Akja Nurberdiýewa et Roza Aknazarova au cours d’un séminaire de l’Organisation pour la sécurité et la coopération en Europe (OSCE) à Achgabat en 2015.

Pendant ses mandats de député, Thierry Mariani appartient à de nombreux groupes d’amitié de l’Assemblée nationale : il en préside trois (Russie, Ukraine et Kazakhstan) et est vice-président de deux autres (Turkménistan et Azerbaïdjan) ainsi que du « Dialogue franco-russe ». Selon Le Monde, ces groupes d’amitié sont de « hauts lieux de lobbying », lui ayant permis de nouer des relations privilégiées avec des gouvernements étrangers, principalement avec la Russie de Vladimir Poutine ainsi qu’avec des régimes autoritaires de l'ancien bloc soviétique ou du Moyen-Orient. Thierry Mariani crée également des structures privées domiciliées chez lui, comme l’« observatoire Eurasie nouveaux horizons ».

### Embargo irakien
En septembre 2002, avec deux autres députés UMP (Éric Diard et Didier Julia), il se rend en Irak malgré les pressions américaines pour visiter des usines soupçonnées de produire des armes chimiques, un déplacement organisé par l'Office français pour le développement de l'industrie et de la culture. L'Élysée et Matignon condamnent cette échappée en solitaire des trois députés (« il s'agit là d'initiatives personnelles qui ne concernent pas la politique de la France », déclare Jean-Pierre Raffarin),.

### Proximité avec Vladimir Poutine
Thierry Mariani a la réputation d'être « pro-russe », étant parfois perçu comme « l'un des défenseurs les plus acharnés de Poutine en France » qu'il considère comme le seul chef d'État respectable en Europe,,. Lui-même ne se considère pas comme un « pro-russe », mais estime que « la France a besoin des Russes ».
À partir de 2012, il est coprésident de l'association Dialogue franco-russe, hébergée à Paris par RZD, la société de chemins de fer russe (visée par des sanctions européennes en 2022) la « vitrine française des Poutinolâtres » selon Le Parisien,. Thierry Mariani est membre de la commission des Affaires étrangères et vice-président du groupe d’amitié France-Russie entre 2012 et 2017. Il est également membre de 2015 à 2018 du « comité d'éthique » de l'antenne française de la chaîne d'État russe de RT France. Alors que RT France est interdit de diffusion en Europe après l'invasion de l'Ukraine par la Russie, il réalise tout de même en décembre 2022 un duplex pour la chaine,  qui a alors encore ses locaux en France et diffuse seulement dans certain pays étrangers. Il y raille les sanctions européennes contre la Russie.
Thierry Mariani est favorable à l'annexion de la Crimée par la Russie. En juillet 2015, il est à l'initiative du déplacement en Crimée d'une délégation de dix parlementaires dont l'objectif, selon ses participants, « est de maintenir le dialogue avec nos amis russes »,,, mais qui aurait des motivations personnelles ayant trait à son épouse. En réaction, les autorités ukrainiennes interdisent les dix élus d'entrée en Ukraine pour une période de trois ans. Le ministre français des Affaires étrangères dénonce ce voyage comme étant effectué en « violation du droit international ».
Thierry Mariani, en lien avec Leonid Sloutski, retourne en Crimée et dans le Donbass à plusieurs reprises — ses voyages sont payés par la Russie —, dénonçant les sanctions contre la Russie, et rencontre Vladimir Poutine en 2019, à l'occasion du cinquième anniversaire de l'annexion de la Crimée, parmi plusieurs hommes politiques et députés français,,.
En 2020, sa nomination au sein d'une commission de l’Union européenne en charge de lutter contre « l’ingérence étrangère » ne passe pas inaperçue chez les spécialistes, et le journal Libération le qualifie à cette occasion de « notoirement proche du régime russe ». Selon le journal russe Vedomosti, Thierry Mariani a été nommé au comité consultatif d'un fonds d'investissements en Russie créé en 2014, doté de plusieurs milliards d'euros et dont l'un des cofondateurs est Konstantin Malofeïev, un oligarque proche de Poutine. Thierry Mariani dément faire partie de cette société (sa nomination semblant avoir été finalement annulée) mais reconnaît connaître personnellement Konstantin Malofeïev (qui est notamment l'un des mécènes de son « Dialogue franco-russe »).
Après avoir jugé « grotesque » l'hypothèse d'une poussée des troupes russes « jusqu'à Kiev », il juge « regrettable » l'invasion de l'Ukraine par la Russie en 2022, mais laisse entendre que l'Ukraine porte au moins autant de responsabilité que la Russie dans le déclenchement de la guerre, déclarant que « si [elle] avait respecté l’accord de Minsk II, signé en 2015, on n’en serait pas là ». Mis en retrait de la campagne présidentielle de Marine le Pen, il continue de publier des messages en soutien de la Russie, évoquant notamment une « opération d’intoxication » de l'Ukraine concernant le bombardement du théâtre de Marioupol. En juin 2023, il s'implique personnellement dans une vaste campagne de désinformation sur internet orchestrée par les services russes baptisée « Doppelganger », se faisant notamment le promoteur du site de propagande russe « Reliable Recent News », visant à saper le soutien à l'Ukraine dans l'opinion européenne par la diffusion massive de faux contenus médiatiques sur les réseaux sociaux. Entre 2023 et 2024, il participe à au moins un entretien avec Voice of Europe, canal de diffusion de la propagande du Kremlin basé en République tchèque. Il y croise d'autres parlementaires européens d'extrême droite, comme Maximilian Krah, Hervé Juvin et Patricia Chagnon.
En juin 2021, il fait l'objet de deux enquêtes préliminaires le concernant, dont l'une concerne également Yves Pozzo di Borgo, en lien avec leurs activités au sein de l'association Dialogue franco-russe. Il est soupçonné de corruption, d’abus de confiance et de blanchiment ainsi que de trafic d’influence, car des avantages, opérations financières suspectes et voyages seraient de possibles contreparties de prises de positions favorables au Kremlin. L’enquête est classée sans suite en 2024 : « Les investigations menées n’ont pas permis de caractériser les infractions au départ soupçonnées. Les enquêtes ont dès lors été classées, l’une pour absence d’infraction, l’autre pour infraction insuffisamment caractérisée ».

### Soutien au régime syrien de Bachar el-Assad
Pour le HuffPost, les invitations régulières de Thierry Mariani par Bachar el-Assad ainsi que ses prises de position sur le régime font de lui le « premier VRP français du dictateur syrien » dans le cadre de la guerre civile syrienne.
Entre novembre 2015 et novembre 2017, il se rend en Syrie à cinq reprises pour des rencontres avec Bachar el-Assad. Il s'entretient également avec le grand mufti de Syrie. En janvier 2017, il effectue une visite en Syrie avec ses collègues Nicolas Dhuicq et Jean Lassalle, des journalistes de Valeurs actuelles et des membres de SOS Chrétiens d'Orient, organisation elle aussi proche de l'extrême droite. Le parti des Républicains se désolidarise de ce voyage. Ses visites successives se font avec l'aide de l'association Al-Karma, dirigée par Hala Chaoui, proche d'Assad. Il soutient le régime d’Assad lors de la guerre civile syrienne et salue la victoire de ses troupes lors de la bataille d'Alep en décembre 2016 : « Ceux qui combattent le terrorisme devraient se féliciter de la reprise d'Alep ». Il met également en doute la responsabilité du régime syrien dans les attaques chimiques de Khan Cheikhoun et de Douma.
Marie Peltier, chercheuse spécialiste de la Syrie, le présente comme un « agent de Damas » pour son rôle dans la propagation de la désinformation, notamment après les attaques chimiques, et dans la diffusion de la propagande du régime. Plusieurs journalistes s'offusquent du fait que Thierry Mariani, en voyage en Syrie, fasse part de son émerveillement sur la propreté dans les rues de Damas, « occultant tout à fait les massacres perpétrés par Bachar al-Assad »,. Pour justifier de sa visite à Damas en novembre 2017 alors qu'il est sans mandat électif, Thierry Mariani présente Bachar el-Assad comme son « ami ».
Lors d'un sixième voyage en août 2019, aux côtés d'élus du RN, Thierry Mariani poste une photo sur Twitter le 30 août, attablé dans un restaurant de Saidnaya, une ville située à proximité de la prison de Saidnaya, où selon Amnesty International, des milliers d'opposants sont torturés et exécutés par pendaison par le régime syrien,.
En 2020, il appelle, en séance plénière au Parlement européen, à soutenir Bachar el-Assad pour ramener la paix dans le pays, et à « extermin[er] les rebelles syriens », mots qui lui valent un rappel au règlement.
Le 21 août 2021, il rencontre une nouvelle fois Bachar el-Assad, aux côtés d'Andréa Kotarac et d'Hervé Juvin, avec lequel il discute des sanctions contre le régime, qu'il fustige à nouveau à son retour. Le président syrien est alors visé par une information judiciaire en France concernant des attaques chimiques, dont celle de 2013 sur la Ghouta,.

### Liens avec l'Azerbaïdjan
Thierry Mariani est membre du conseil d'administration de l’Association des amis de l’Azerbaïdjan (AAA), soutenue financièrement par les autorités et « principal instrument », selon Le Monde, de la diplomatie du caviar que mène notamment en France l'État autoritaire de l'Azerbaïdjan, et qui, selon Élise Lucet, assure en France la promotion du pays,,,. En 2015, Thierry Mariani soutient l’Azerbaïdjan dans le conflit l'opposant à l’Arménie et demande à la suite du conflit de 2020, le rattachement du Haut-Karabagh à l'Azerbaïdjan.

### Soutien aux nationalistes indiens
Avec d’autres parlementaires français d’extrême droite, il effectue un voyage au Cachemire en octobre 2019, deux mois après la suppression par le gouvernement indien du statut spécial d'autonomie dont la région, à forte majorité musulmane, bénéficiait. Cette visite intervient alors que les journalistes de la presse étrangère et les responsables politiques n'ont pas accès à la région et que le gouvernement indien y a bloqué internet et déployé un important dispositif militaire. Ce voyage est notamment sponsorisé par le groupe Srivastava, spécialisé dans la désinformation,,,.
À l’issue de sa visite, Thierry Mariani diffuse sur les réseaux sociaux un message de soutien à la politique du Premier ministre nationaliste et ultraconservateur, Narendra Modi. Il déclare également à la presse : « Nous sommes aux côtés de l'Inde dans sa lutte contre les terroristes ». D'après la chercheuse Eviane Leidig, « cette visite est la dernière preuve en date des liens toujours plus forts entre les extrêmes droites indienne et européenne, avec des points communs tournant principalement autour d'une aversion pour les populations musulmane et immigrée et s'incarnant dans d'ambitieux projets nationalistes ».
Aux côtés d'autres élus du RN, Thierry Mariani participe à une campagne de désinformation et de propagande. Il publie ainsi sur EU Chronicle, un site de désinformation faisant partie d'un large réseau de faux médias créés pour servir les intérêts de l’Inde et de Narendra Modi,,.

## Détail des mandats et fonctions
- 3 octobre 1988 – 27 mars 1994 : vice-président du conseil général de Vaucluse
- 1989-2005 : maire de Valréas (Vaucluse)
- 23 mars 1992 – 17 avril 1993 : conseiller régional de Provence-Alpes-Côte d'Azur
- 2 avril 1993 – 15 décembre 2010 : député de la 4e circonscription de Vaucluse
- 28 mars 1994 – 18 mars 2001 : conseiller régional de Provence-Alpes-Côte d'Azur
- 28 mars 1994 – 22 mars 1998 : vice-président du conseil général de Vaucluse
- 28 mars 2004 – 13 décembre 2015 : conseiller régional de Provence-Alpes-Côte d'Azur
- 14 novembre 2010 – 29 juin 2011 : secrétaire d'État chargé des Transports auprès de la ministre de l'Écologie, du Développement durable, des Transports et du Logement
- 29 juin 2011 – 10 mai 2012 : ministre chargé des Transports auprès de la ministre de l'Écologie, du Développement durable, des Transports et du Logement
- 17 – 19 juin 2012 : député de la 4e circonscription de Vaucluse
- 20 juin 2012 – 20 juin 2017 : député de la 11e circonscription des Français établis hors de France
- 3 février 2013 – 15 juin 2014 : vice-président de l'UMP
- Depuis le 2 juillet 2019 : député européen
- 2 juillet 2021–12 juillet 2024 : conseiller régional de Provence-Alpes-Côte d'Azur

## Synthèse des résultats électoraux

### Élections législatives
| Année | Parti                                   | Parti | Circonscription | 1er tour | 1er tour | 1er tour | 2d tour | 2d tour | 2d tour |
| Année | Parti                                   | Parti | Circonscription | Voix     | %        | Rang     | Voix    | %       | Issue   |
| ----- | --------------------------------------- | ----- | --------------- | -------- | -------- | -------- | ------- | ------- | ------- |
| 1993  |                                         | RPR   | 4e de Vaucluse  | 19 415   | 39,08    | 1er      | 25 423  | 48,90   | Élu     |
| 1997  | 14 909                                  | RPR   | 4e de Vaucluse  | 29,42    | 21 546   | 1er      | 38,87   |         | Élu     |
| 2002  |                                         | UMP   | 4e de Vaucluse  | 18 471   | 35,23    | 1er      | 26 434  | 57,62   | Élu     |
| 2007  | 21 125                                  | UMP   | 4e de Vaucluse  | 41,36    | 28 462   | 1er      | 60,18   |         | Élu     |
| 2012  | 11e des Français établis hors de France | UMP   | 7 114           | 32,59    | 10 390   | 1er      | 52,15   |         | Élu     |
| 2017  | 11e des Français établis hors de France |       | LR              | 4 766    | 18,78    | 2e       | 5 676   | 28,28   | Battu   |

### Élections régionales
Les résultats ci-dessous concernent uniquement les élections où il est tête de liste.
| Année | Parti | Parti | Région                     | 1er tour | 1er tour | 1er tour | 2d tour | 2d tour | 2d tour |
| Année | Parti | Parti | Région                     | Voix     | %        | Rang     | Voix    | %       | Rang    |
| ----- | ----- | ----- | -------------------------- | -------- | -------- | -------- | ------- | ------- | ------- |
| 2010  |       | UMP   | Provence-Alpes-Côte d'Azur | 388 365  | 26,60    | 1er      | 559 412 | 33,02   | 2e      |
| 2021  |       | RN    | Provence-Alpes-Côte d'Azur | 420 633  | 36,38    | 1er      | 524 881 | 42,70   | 2e      |

### Élections cantonales
| Année | Parti | Parti | Canton  | 1er tour | 1er tour | 1er tour | 2d tour | 2d tour | 2d tour | Issue |
| Année | Parti | Parti | Canton  | Voix     | %        | Rang     | Voix    | %       | Rang    | Issue |
| ----- | ----- | ----- | ------- | -------- | -------- | -------- | ------- | ------- | ------- | ----- |
| 1988  |       | RPR   | Valréas |          |          |          |         |         |         | Élu   |
| 1994  | 3 176 | RPR   | Valréas | 56,00    | 1er      |          |         |         |         | Élu   |

### Élections municipales
| Année | Parti | Parti | Commune | 1er tour | 1er tour | 1er tour |
| Année | Parti | Parti | Commune | Voix     | %        | Rang     |
| ----- | ----- | ----- | ------- | -------- | -------- | -------- |
| 1989  |       | RPR   | Valréas |          |          | 1er      |
| 1995  |       | RPR   | Valréas |          |          | 1er      |
| 2001  | 2 525 | RPR   | Valréas | 63,27    |          | 1er      |

## Dans la fiction
Dans la bande dessinée d'anticipation de François Durpaire et Farid Boudjellal, La Présidente, où Marine Le Pen gagne l’élection présidentielle de 2017, Thierry Mariani devient ministre de la Politique étrangère.
Dans le roman de politique-fiction de Michel Wieviorka, Le Séisme : Marine Le Pen présidente (2016), avec un scénario similaire, il devient ministre de la Ville, du Logement et des Territoires.
Dans le roman de politique-fiction, Une élection ordinaire (2015) du journaliste de Valeurs actuelles Geoffroy Lejeune, où Éric Zemmour devient président de la République en 2017, Thierry Mariani devient ministre de l'Immigration et de l'Identité nationale.